# آنا مرسيدس هويوس
آنا مرسيدس هويوس (بالإسبانية: Ana Mercedes Hoyos)‏ هي فنانة كولومبية، ولدت في 29 سبتمبر 1942 في بوغوتا في كولومبيا، وتوفي بنفس المكان في 5 سبتمبر 2014.